# Hervé Niquet
 (juin 2018).
Si vous disposez d'ouvrages ou d'articles de référence ou si vous connaissez des sites web de qualité traitant du thème abordé ici, merci de compléter l'article en donnant les références utiles à sa vérifiabilité et en les liant à la section « Notes et références ».
Pour les articles homonymes, voir Niquet.
Hervé Niquet, né le 28 octobre 1957 à Flixecourt dans la Somme, est un chef d'orchestre et claveciniste français, Il est spécialisé dans la musique baroque.

## Biographie
Il devient en 1980 chef de chant à l'Opéra de Paris. Il a notamment été membre (ténor) des Arts florissants entre 1985 et 1986.
Il fonde, en 1987, Le Concert Spirituel, ensemble spécialisé dans les grands motets français des XVIIe et XVIIIe siècles, qu'il dirige jusqu'à ce jour. Il contribue ainsi à la redécouverte de musiciens comme André Campra, Jean Gilles, Joseph Bodin de Boismortier, Marc-Antoine Charpentier, Joseph Michel, Jean-Nicolas Geoffroy, Paolo Lorenzani, etc.
Le répertoire du Concert Spirituel s'élargit à la musique instrumentale (Boismortier, Haendel), à l'opéra (Proserpine de Lully, Médée de Charpentier, Callirhoé de Destouches, King Arthur de Purcell, Sémélé de Marin Marais) et à des compositeurs plus tardifs comme Haydn, Mozart et Rossini.
Hervé Niquet est aussi connu pour son interprétation historique des Fireworks et Water Music de Haendel à l'occasion du quinzième anniversaire de la création de l'ensemble — dont l'enregistrement a reçu l'Edison Award en 2004.
Il a aussi été l'interprète de la Messe à 40 voix d'Alessandro Striggio, polyphoniste italien du XVIe siècle.
Partant de l'idée qu’il n'y a qu'une musique française sans aucune rupture tout au long des siècles, il est un des grands défenseurs de ce répertoire. À la tête des plus grands orchestres, il se bat pour le faire redécouvrir de l’Akademie für alte Musik Berlin au Sinfonia Varsovia, du RIAS Kammerchor à l’orchestre philharmonique de Radio France, de l’Orchestre de l’Opéra National de Montpellier-Languedoc-Roussillon avec lequel il a entretenu une longue collaboration au Kammerorchester Basel. Il collabore ainsi avec des metteurs en scène aussi différents que Georges Lavaudant, Mariame Clément, Gilles et Corinne Benizio (alias Shirley et Dino), Christoph Marthaler, Joachim Schloemer ou Romeo Castellucci.
Il a dirigé notamment Hamlet d’Ambroise Thomas à l’Opéra de Zagreb, Dimitri de Victorin de Joncières en Belgique et Platée de Rameau à l’Opéra de Nuremberg, le Messie de Haendel avec l’Orchestre National des Pays de la  Loire à Nantes et Angers, Orphée et Eurydice de Gluck dans la version de Berlioz au Théâtre de La Monnaie à Bruxelles (mise en scène Romeo Castellucci), Castor et Pollux de Rameau au Théâtre des Champs-Élysées (mise en scène Christian Schiaretti), et King Arthur de Purcell et Don Quichotte chez la Duchesse de Boismortier dans une mise en scène de Corinne et Gilles Benizio.
Transmettre son travail sur l’interprétation, les conventions de l’époque et les dernières découvertes musicologiques, mais également les réalités et les exigences du métier de musicien, est pour lui essentiel. Il s’implique ainsi dans des actions pédagogiques auprès de jeunes musiciens (telles la Schola Cantorum de Bâle, l’Académie d’Ambronay, le Jeune Orchestre de l'Abbaye aux Dames, l’Opéra Junior de Montpellier, les CNSMD de Lyon et de Paris, la McGill University de Montréal ou à travers de multiples master-classes et conférences).
De 2011 à 2019, Hervé Niquet est Directeur musical du Chœur de la Radio flamande et premier chef invité de son pendant orchestral, le Brussels Philharmonic. Il y dirige, par exemple, des œuvres de Claude Debussy, Charles Gounod, Théodore Gouvy, Joseph Canteloube, Félicien David, etc.
De 2013 à 2017, il a été le directeur artistique du Festival de Saint-Riquier – Baie de Somme.
En 2019,  Hervé Niquet reçoit le Prix d’honneur « Preis der Deutschen Schallplattenkritik » pour la qualité et la diversité de ses enregistrements.
Le 25 novembre 2020, Hervé Niquet et Le Concert spirituel remportent le prix Liliane Bettencourt pour le chant choral.
En septembre 2022, il est nommé nouveau directeur artistique du Festival de Saintes pour deux éditions.
En janvier 2024, il a dirigé le concert du Nouvel An de l'Orchestre national du Capitole de Toulouse.
En mars 2024, il fait la couverture du numéro 200 d'Opéra Magazine qui lui consacre son entretien du mois.

## Répertoire
Hervé Niquet est connu pour ses interprétations de la musique baroque, surtout française, et dirige par ailleurs fréquemment des œuvres du XIXe et du début du XXe siècle (Saint-Saëns, Debussy, Ravel, Stravinsky... ).
Son esprit pionnier dans la redécouverte de ce répertoire l’amène à participer en 2009 à la création du Palazzetto Bru Zane - Centre de musique romantique française à Venise avec lequel il mène différents projets. À titre d’exemple, cette collaboration a permis la mise en place d’une collection discographique autour des musiques du Prix de Rome avec l’enregistrement d’œuvres souvent inédites ou méconnues : un premier album consacré à Debussy est sorti en 2009, suivi par des albums consacrés à Saint-Saëns, Gustave Charpentier et dernièrement Max d’Ollone.

## Discographie
(sélective : hors compilations, coffrets et rééditions)
- 1994 : Messe des Morts à quatre voix H.7, Pie Jesu H.263, De profundis H.213, Litanies de la Vierge H.89, Transfige dulcissime Jesu H.251, Confitebor tibi H.220, Nisi Dominus H.160, H.160 a, Laudate pueri Dominum H.203, H.203 a, de Marc-Antoine Charpentier (vol. 1), Le Concert Spirituel, chez Naxos. 10 de Répertoire
- 1995 : "Vespres à La Vierge" , Beatus vir H.221, Laudate pueri H.149, Lauda Jerusalem H.210, Laetatus sum H.216, Nisi Dominus H.150, Ave Maris stella H 60, Magnificat H.72, Salve Regina à 3 chœurs H.24, de Marc-Antoine Charpentier (Vol. 2), Le Concert Spirituel, chez Naxos
- 1996 : Te deum H.147, Messe H.1, Precatio pro Regis H.166, Panis quem ego dabo H.275, Domine salvum fac regem H.281, Canticum Zachariae H.345, de Marc-Antoine Charpentier (Vol. 3), Le Concert Spirituel, chez Naxos.
- 1997 : Motets, de Paolo Lorenzani, avec Le Concert Spirituel, chez Naxos.
- 1998 : Magnificat H.76, Litanies de la Vierge H.83, Quatre antiennes à la Vierge H.44-47, Prière à la Vierge H.367, Pro omnibus festis H.333, Petit motet pour la Vierge H.30, Chant joyeux du temps de Pâques H.339, de Marc-Antoine Charpentier (Vol. 4), Le Concert Spirituel, chez Naxos
- 2000 : Grands Motets, de Jean-Baptiste Lully, 3 volumes, chez Naxos.
- 2001 : Didon et Enée, de Henry Purcell, avec Le Concert Spirituel, chez Glossa.
- 2001 : Te deum H.146, Dixit Dominus, H.202, In Honorem Sancti Ludovici Regis Galliae Canticum H.365, Domine Salvum Fac Regem H.291, Marches pour les Trompettes H.547, de Marc-Antoine Charpentier, Le Concert Spirituel, chez Glossa.
- 2002 :  5 Méditations pour le Carême H.380, H.381, H.386, H.387, H.388, 3 Leçons de Ténèbres H.135, H.136, H.137, de Marc-Antoine Charpentier, Cyril Auvity, Ian Honeyman, Alain Buey, Ronan Nédélec, Pierre Evreux, Thibaut Lenaerts, Le Concert Spirituel, chez Glossa.
- 2002 : Messe de Monsieur Mauroy H.6, Domine salvum fac Regem H.299, de Marc-Antoine Charpentier, Michel Chapuis, grand orgue, Le Concert Spirituel, chez Glossa.
- 2003: Water Music & Fireworks, de Georg Friedrich Haendel, avec Le Concert Spirituel, chez Glossa.
- 2003 : Grands Motets, vol. 1, de Henry Desmarest, avec Le Concert Spirituel, chez Glossa.
- 2004 : King Arthur, de Henry Purcell, avec Véronique Gens, Hanna Bayodi, Béatrice Jarrige, Cyril Auvity, Joseph Cornwell, Peter Harvey et Le Concert Spirituel, chez Glossa.
- 2004 : Sonates pour basses, de Joseph Bodin de Boismortier, avec Le Concert Spirituel, chez Glossa.
- 2005 : Grands Motets, vol. 2, de Henry Desmarest, avec Le Concert Spirituel, chez Glossa.
- 2006 : Messe à huit voix H.2, Domine salvum fac Regem H.283 et Te Deum à huit voix H.145, de Marc-Antoine Charpentier, avec Le Concert Spirituel, chez Glossa.
- 2007 : Callirhoé, de André Cardinal Destouches, avec Cyril Auvity, Stéphanie d'Oustrac, et João Fernandes, avec Le Concert Spirituel, chez Glossa.
- 2007: Sémélé, de Marin Marais, avec Shannon Mercer, Jaël Azzaretti, Bénédicte Tauran, Hjördis Thébault, Anders J. Dahlin, Thomas Dolié, Marc Labonnette, Lisandro Abadie, avec Le Concert Spirituel chez Glossa.
- 2008: Proserpine, de Jean-Baptiste Lully, avec Le Concert Spirituel chez Glossa.
- 2009 : Musique française à deux clavecins, avec Luc Beaséjour, chez Analekta.
- 2009: Missa Assumpta est Maria H.11, Santi Dei H.361, Offertoire pour un reposoir H.508, Élèvation H.262, de Marc-Antoine Charpentier, avec Le Concert Spirituel chez Glossa.
- 2009: Music for the Prix de Rome, de Claude Debussy, avec Flemish Radio Choir & Brussels Philharmonic chez Glossa.
- 2010: Andromaque, de André-Ernest-Modeste Grétry, avec Le Concert Spirituel chez Glossa.
- 2010: Requiem pour voix d'hommes, de Pierre Bouteiller, avec Le Concert Spirituel chez Glossa.
- 2010: Music for the Prix de Rome, de Camille Saint-Saëns, avec Flemish Radio Choir & Brussels Philharmonic chez Glossa.
- 2011: Le Carnaval de Venise, d'André Campra, avec Le Concert Spirituel chez Glossa.
- 2011: Music for the Prix de Rome, de Gustave Charpentier, avec Flemish Radio Choir & Brussels Philharmonic chez Glossa.
- 2012: Messe à 40 voix, d'Alessandro Striggio, avec Le Concert Spirituel chez Glossa.
- 2012: Sémiramis, de Charles-Simon Catel, avec Le Concert Spirituel chez Glossa.
- 2013: Music for the Prix de Rome, de Max d'Ollone, avec Flemish Radio Choir & Brussels Philharmonic chez Glossa.
- 2013: Missa Macula non est in te, de Louis-Nicolas Le Prince, avec les Motets, Gaudet fideles H.306, Graciarum actiones pro restituta Regis christianissimi sanitate, H.341, Ouverture pour le sacre d'un évêque H.536 (instrumental), O pretiosum H.245, Domine salvum fac regem H. 299, Magnificat H.75, de Marc-Antoine Charpentier et O dulcissime Domine de Jean-Baptiste Lully, Le Concert Spirituel chez Glossa.
- 2013: La Toison d'or, de Johann Christoph Vogel, avec Le Concert Spirituel chez Glossa.
- 2014 : Les Fêtes de l'Hymen et de l'Amour, de Jean-Philippe Rameau, avec Le Concert Spirituel chez Glossa.
- 2014 : Dimitri, de Victorin Joncières, avec Flemish Radio Choir & Brussels Philharmonic chez Ediciones Singulares.
- 2014 : Requiem, de Gabriel Fauré, avec Flemish Radio Choir & Brussels Philharmonic chez EPR Classic.
- 2015 : Herculanum, de Félicien David, avec Flemish Radio Choir & Brussels Philharmonic chez Ediciones Singulares.
- 2015 : Gloria & Magnificat, d'Antonio Vivaldi, avec Le Concert Spirituel chez Alpha Classics.
- 2016 : Requiems de Cherubini et Plantade, de Luigi Cherubini et Charles-Henri Plantade, avec Le Concert Spirituel chez Alpha Classics.
- 2017 : Persée (version 1770), de Jean-Baptiste Lully, avec Le Concert Spirituel chez Alpha Classics.
- 2017 : Messiah, de Georg-Friedrich Haendel, avec Le Concert Spirituel chez Alpha Classics.
- 2017 : Visions avec Véronique Gens et le Münchner Rundfunkorchester, dir. Hervé Niquet, chez Alpha Classics.
- 2018 : Missa si deus pro nobis, d'Orazio Benevolo avec Le Concert Spirituel, dir. Hervé Niquet, chez Alpha Classics.
- 2018 : Cantates de musique sacrée, de Charles Gounod avec Flemish Radio Choir & Brussels Philharmonic, dir. Hervé Niquet, chez Ediciones Singulares avec le Palazzetto Bru Zane.
- 2018 : La Reine de Chypre, de Fromental Halévy, avec Flemish Radio Choir & l'Orchestre de chambre de Paris chez Ediciones Singulares.
- 2018 : Le Tribut de Zamora, de Charles Gounod, avec Chor des Bayerischen Rundfunks et Münchner Rundfunkorchester chez Ediciones Singulares.
- 2019 : L'Opéra des opéras (divers compositeurs), avec Karine Deshayes, Katherine Watson et Reinoud van Mechelen, Le Concert Spirituel chez Alpha Classics.
- 2019 : Messe solennelle, de Hector Berlioz, avec Le Concert Spirituel, chez Alpha Classics.
- 2020 : Requiem pour Louis de XVI, de Jean-Paul-Egide Martini, avec Le Concert Spirituel, chez Château de Versailles Spectacles.
- 2020 : Richard Cœur de Lion, d'André Grétry, avec Le Concert Spirituel, chez Château de Versailles Spectacles.
- 2020 : Armide 1778 de Jean-Baptiste Lully et Louis-Joseph Francœur, avec Le Concert Spirituel, chez Alpha Classics.
- 2020 : L'Île du rêve, de Reynaldo Hahn, avec le Münchner Rundfunkorchester et le Chœur du Concert Spirituel, chez Bru Zane.
- 2020 : Le Messie (DVD), de Georg Friedrich Haendel, avec Le Concert Spirituel, chez Château de Versailles Spectacles.
- 2021 : La Flûte enchantée (en français), de Wolfgang Amadeus Mozart,  avec Le Concert Spirituel, chez Château de Versailles Spectacles.
- 2022 : Phryné, de Camille Saint-Saëns, avec l'Orchestre de l'opéra de Rouen et le Chœur du Concert Spirituel, chez Label Bru Zane.
- 2022 : Coronation Anthems, de Georg Friedrich Haendel, avec Le Concert Spirituel, chez Alpha Classics.
- 2022 : Don Quichotte chez la Duchesse, de Joseph Bodin de Boismortier, avec Le Concert Spirituel, chez Château de Versailles Spectacles
- 2022 : Requiem(s), de Wolfgang Amadeus Mozart et Antonio Salieri, avec Le Concert Spirituel, chez Château de Versailles Spectacles.
- 2023 : Ariane et Bacchus, de Marin Marais, avec Le Concert Spirituel, chez Alpha Classics.
- 2023 : Echo et Narcisse, de Christoph Willibald Gluck, avec Le Concert Spirituel, chez Château de Versailles Spectacles.
- 2024 : Médée, de Marc-Antoine Charpentier, avec Le Concert Spirituel, chez Alpha Classics.
- 2024 : Requiem, de Gabriel Fauré, avec Le Concert Spirituel, chez Alpha Classics (à paraître).
- 2025 : Carmen, de Georges Bizet, avec l'Orchestre de l’Opéra Royal de Versailles, au Château de Versailles Spectacles.

## Décorations
- Chevalier de l'ordre national du Mérite Il est nommé au grade de chevalier par décret du 14 novembre 2003 pour récompenser ses  25 ans d'activités musicales[5].
- Commandeur de l'ordre des Arts et des Lettres Il est promu au grade de commandeur par l’arrêté du 8 mars 2018[6].